# استار سیتی (آرکانزاس)
استار سیتی (آرکانزاس) (به انگلیسی: Star City, Arkansas) یک شهر در ایالات متحده آمریکا با جمعیت ۲٬۴۷۱ نفر است که در آرکانزاس واقع شده‌است.

## موقعیت جغرافیایی
موقعیت جغرافیایی شهرها و مناطق اطراف به شرح زیر است: